# Каоколенд

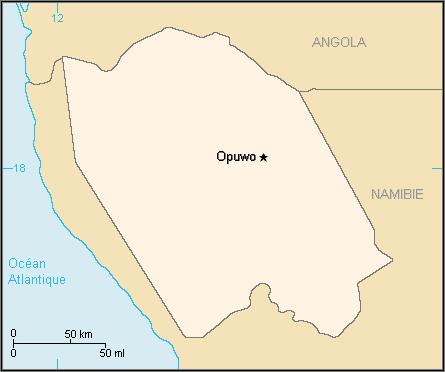
Розташування Каоколенду

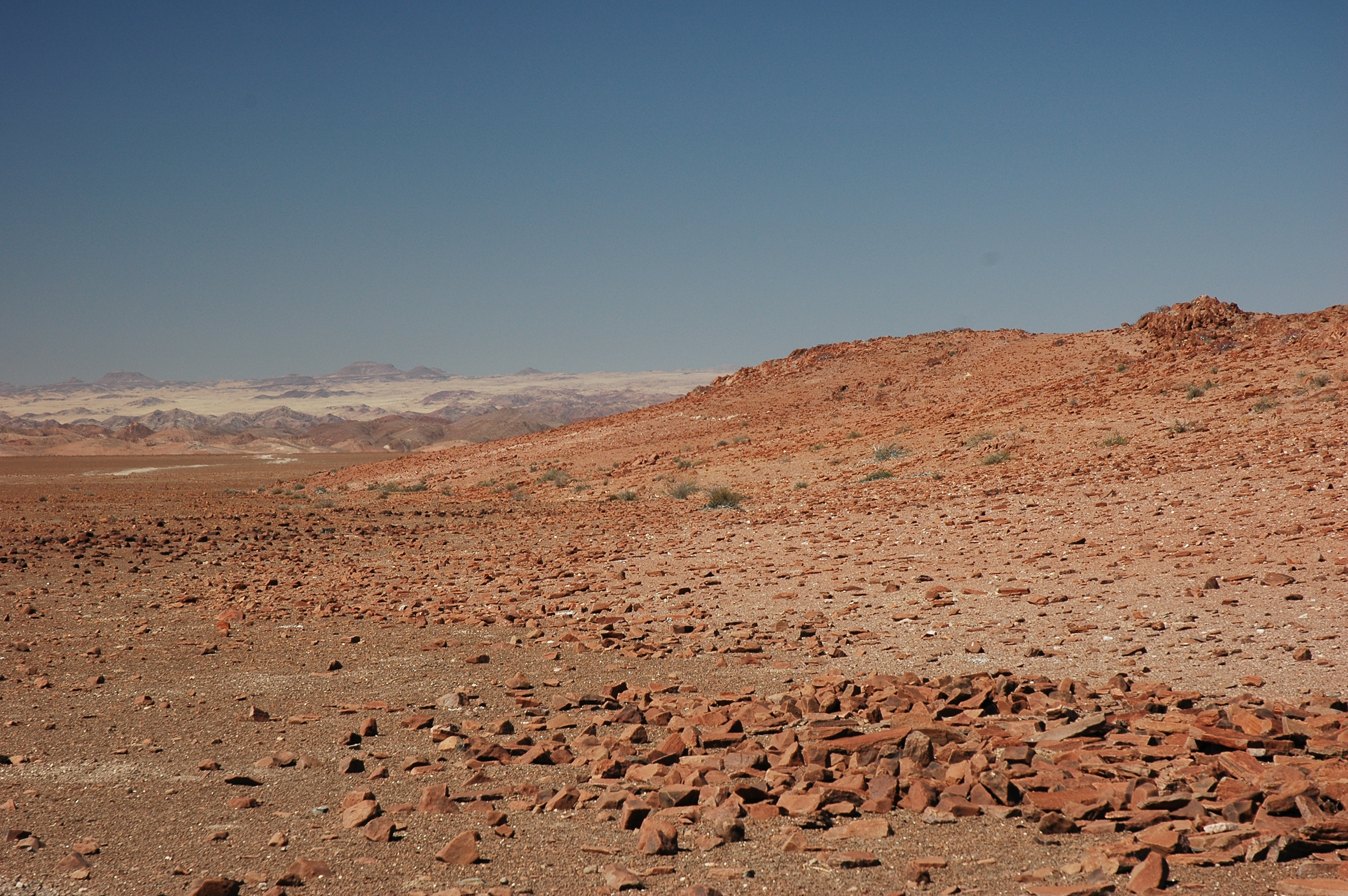
Каоколенд

Каоколéнд (англ. Kaokolánd, також Kaokoveld) — посушлива область, бантустан на північному заході Намібії площею близько 50 000 км² (екорегіон Каоковельд). Каоколенд межує з західною стороною Берега Скелетів. На півночі він зустрічається з річкою Кунене (яка на своєму шляху перетинає провінцію в Анголі, іменовану за назвою річки — Кунене). На шляху річки зустрічається водоспад Епупа. Також Кунене проходить через місто Руакана, яке розташоване в Овамболенді (зараз регіон Омусаті) на півдні Дамараленду. В Каоколенді неможливо займатися землеробством, так як щорічно там випадає менш 350 мм опадів. Тут живуть племена хімба і гереро, які займаються полюванням, збиранням і тваринництвом.

## Тваринний світ Каоколенду
Каоколенд відомий своєю популяцією диких тварин, яким в 1970-і роки завдало істотної шкоди браконьєрство. У Каоколенді є й рідкісні тварини, такі як чорний носоріг, антилопа-орікс, гірська зебра, саванний слон. Вчені все ще сперечаються: чи є Саванний слон з Каоколенду самостійним підвидом або це звичайний Саванний слон, пристосувався до умов Каоколенду. У будь-якому випадку поведінка саванних слонів в Каоколенді відрізняється від поведінки їхніх родичів в інших місцях Африки. Недоступність області і, з іншого боку, боротьба з браконьєрством привели до суттєвого зростання популяції саванних слонів в Каоколенді.
Подекуди викликані слонами збитки становлять велику шкоду для життя інших мешканців Каоколенду. Наприклад, надмірне об'їдання слонами листя, призводить до зменшення їстівних ресурсів для носорогів або інших тварин, які мешкають там.

## Транспортна інфраструктура
Транспортно-технічна інфраструктура регіону слаборазвинена, тому подорожувати там можна або пішим ходом або на повноприводному автомобілі (тобто на повнопривідній техніці) з GPS-навігатором (не виключається вид пересування літаком). Наприклад, водіння мікроавтобуса Zyls-Pass, вважається там «вищою школою автоводіння» — навіть для знавців їздити на ньому по території Каоколенду дуже важко.

## Галерея

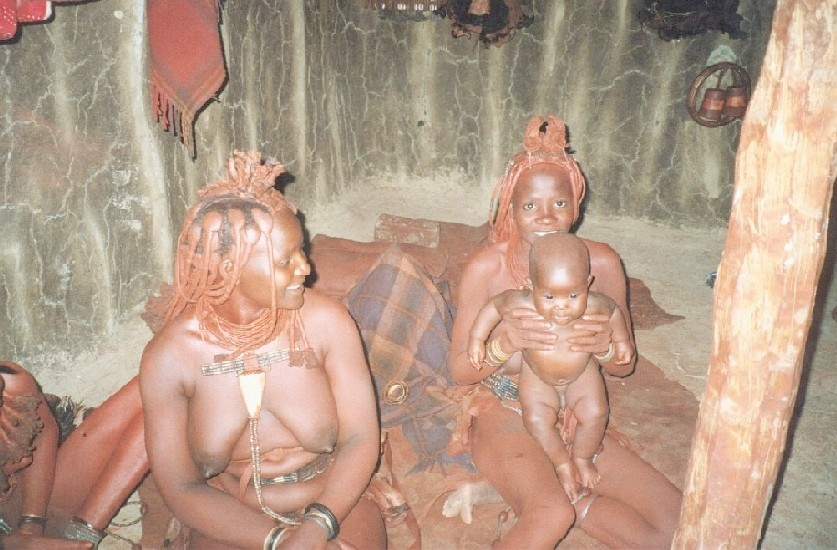
Жінки племені хімба в Каоколенді на північному заході Намібії
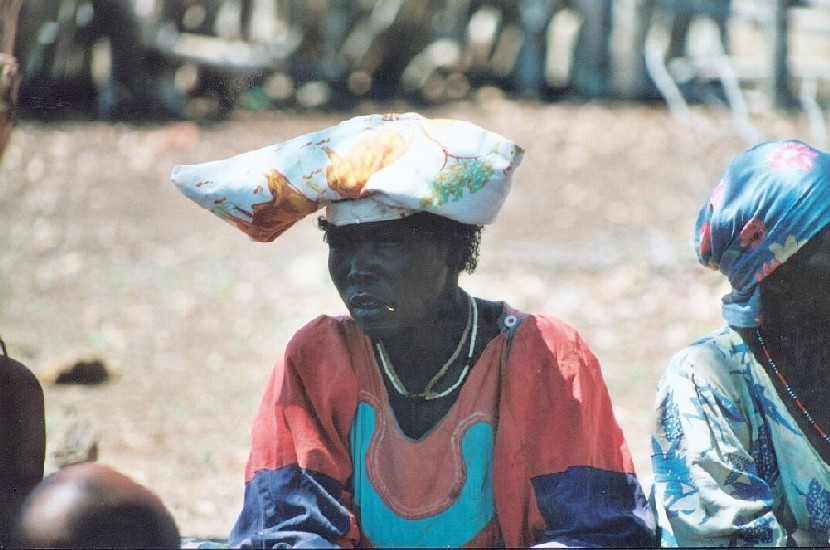
Жінки племені гереро в Каоколенді на північному заході Намібії
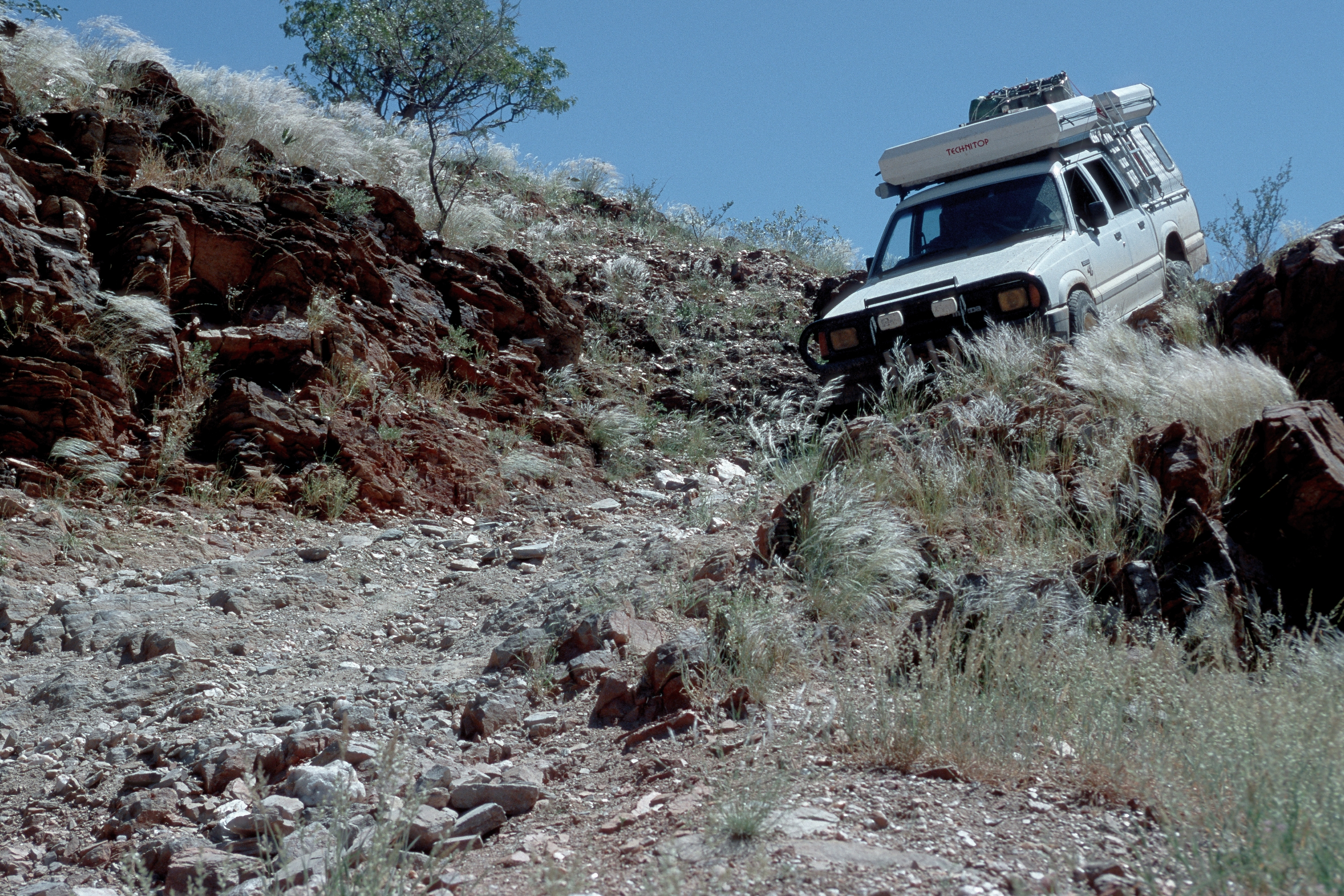
Випробування прохідності мікроавтобуса "Van Zyl's Pass" в Каоколенді